# San Martín de las Pirámides
San Martín de las Pirámides è un comune del Messico, situato nello stato di Messico, il cui capoluogo è la località omonima.

## Luoghi di interesse
Nel territorio comunale si trova la zona archeologica di Teotihuacan.